# 聖彌額爾堂 (沙迦)

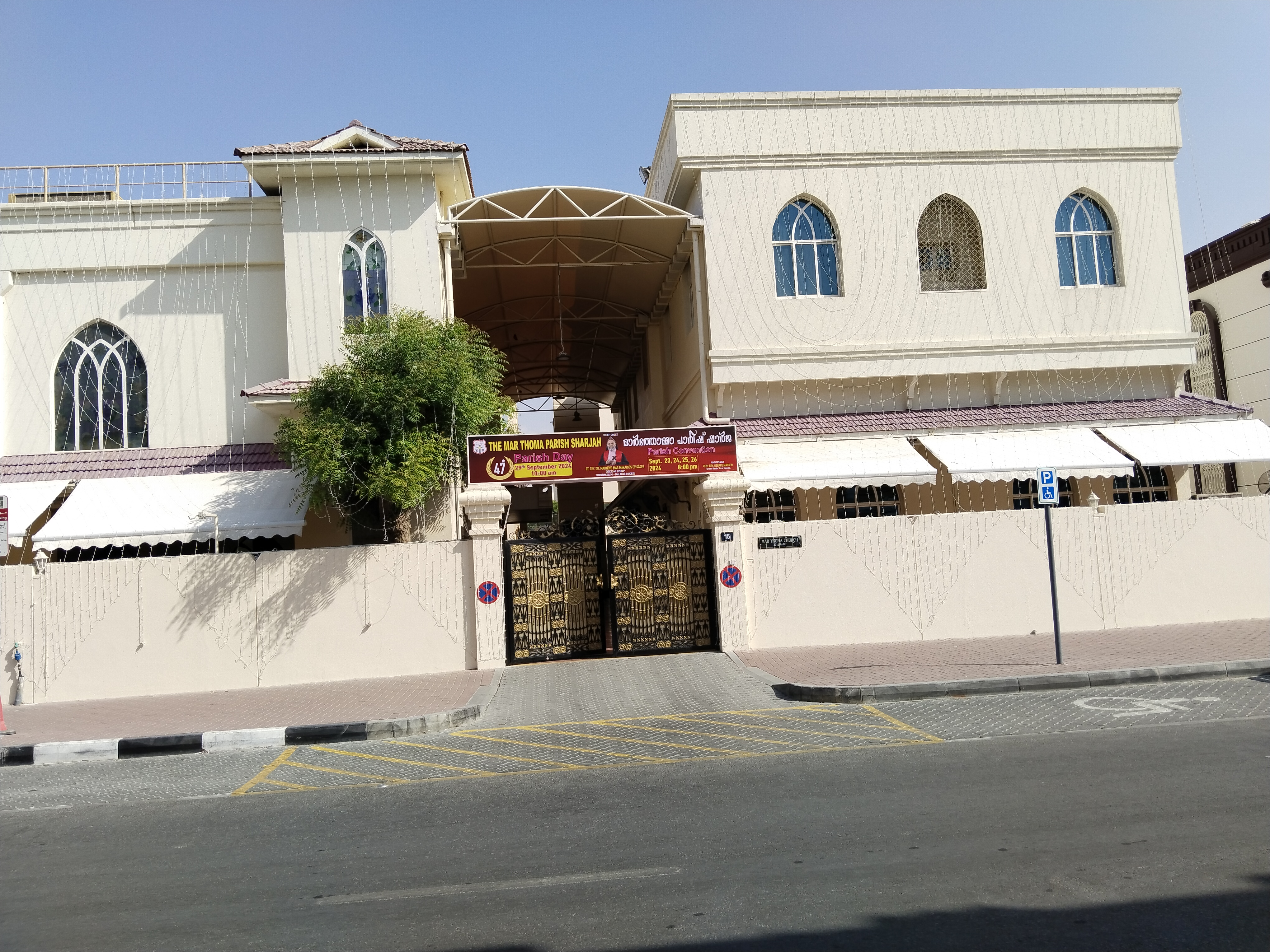
St. Michael's Catholic Church in Sharjah

聖彌額爾堂是阿拉伯聯合大公國沙迦的一家天主教聖堂，奉祀聖彌額爾總領天使。
第一代聖堂於1971年啟用。第二代聖堂於1997年10月2日啟用。

## 外部連結
- 官方網址 （页面存档备份，存于）